# Station Grove Park
Station Grove Park is een spoorwegstation van National Rail in de London Borough of Lewisham in Zuid-Londen, Engeland. Het station is eigendom van Network Rail en wordt beheerd door Southeastern. Het station bedient de wijken Grove Park en Downham (laatstgenoemde gelegen in de borough Bromley).